# Campeonato de Tercera División 1910 (Argentina)
El Campeonato de Tercera División 1910 fue la undécima temporada de la Tercera División y la última en la tercera categoría, ya que a partir de 1911, y hasta 1932, ocupará la cuarta y quinta categoría. Fue organizado por la Argentine Football Association, y disputado en su mayoría por equipos juveniles de clubes que competían en divisiones superiores.
A partir de esta edición, las reservas de los equipos de Segunda División disputaron un certamen paralelo y tanto el campeón de la Tercera División como el campeón del torneo de reservas de Segunda División disputaron una final para coronar un único campeón.
Al certamen se incorporaron desde Segunda División el tercer equipo de Belgrano y Villa Ballester. Mientras que se incorporaron Calpe, Caseros, General Belgrano de La Plata, Núñez y Villa Lugano, y otros 10 equipos alternativos de los participantes de esta división y de divisiones superiores.
El torneo consagró campeón a la reserva de Instituto Americano, al vencer en la final por 5 a 1 al tercer equipo de Argentino de Quilmes, ganador de la Tercera División.

## Incorporados y relegados
| Incorporados a la Segunda División 1910 |
| --------------------------------------- |
| Argentino (N)                           |
| Criollos                                |
| Ferro Carril Oeste II                   |
| Independiente II                        |
| Victoria                                |

| Incorporados de la Segunda División 1909 |
| ---------------------------------------- |
| Belgrano III                             |
| Villa Ballester                          |

| Incorporados al Torneo de Reservas |
| ---------------------------------- |
| Atlanta II                         |
| Bernal II                          |
| Boca Juniors II                    |
| Banfield II                        |
| Criollos II                        |
| Estudiantes de La Plata II         |
| Ferro Carril Oeste III             |
| Independiente III                  |
| Instituto Americano II             |
| Olivos II                          |
| Racing III                         |
| Riachuelo II                       |
| Victoria II                        |

| Incorporados                 |
| ---------------------------- |
| Calpe                        |
| Caseros                      |
| Comercio III                 |
| Criollos III                 |
| General Belgrano de La Plata |
| Independiente IV             |
| Kimberley III                |
| Núñez                        |
| Olivos III                   |
| Porteño III                  |
| Talleres United II           |
| Talleres United III          |
| Victoria III                 |
| Villa Lugano                 |
| Villa Lugano II              |

| Desafiliados                    |
| ------------------------------- |
| 1.º de Mayo                     |
| 1.º de Mayo II                  |
| Angloargentino II               |
| Angloargentino III              |
| Argentino (N) II                |
| Banco de la Nación Argentina II |
| Estudiantes IV                  |
| Estudiantil Porteño III         |
| Independiente (M)               |
| La Capital                      |
| La Plata JC                     |
| Manuel Quintana                 |
| Olimpo                          |
| Pacific Railway                 |
| Pretender II                    |
| Progreso                        |
| Progreso II                     |
| Sunderland                      |
| Sunderland II                   |

El número de participantes disminuyó a 28.

## Sistema de disputa
Se dividió en 3 secciones, dos de 9 equipos y una de 10, donde se enfrentaron bajo el sistema de todos contra todos a 2 ruedas. Los 3 vencedores se enfrentaron a único partido por eliminación directa, el ganador accedió a la final de la Copa Campeonato de Tercera División donde enfrentó al ganador del Torneo de Reservas de Segunda División.

## Equipos participantes
| Equipo                       | Ciudad               |
| ---------------------------- | -------------------- |
| Argentino de Quilmes III     | Quilmes              |
| Argentinos Juniors           | Buenos Aires         |
| Argentinos Juniors II        | Buenos Aires         |
| Atlanta III                  | Buenos Aires         |
| Banfield III                 | Banfield             |
| Belgrano III                 | Buenos Aires         |
| Boca Juniors III             | Buenos Aires         |
| Calpe                        |                      |
| Caseros                      | Caseros              |
| Comercio III                 | Buenos Aires         |
| Criollos III                 | Caseros              |
| Estudiantes III              | Buenos Aires         |
| General Belgrano de La Plata | La Plata             |
| Independiente IV             | Crucecita            |
| Kimberley III                | Buenos Aires         |
| Núñez                        | Buenos Aires         |
| Olivos III                   | Olivos               |
| Porteño III                  | Buenos Aires         |
| Racing IV                    | Avellaneda           |
| Riachuelo III                | Buenos Aires         |
| River Plate III              | Buenos Aires         |
| San Isidro III               | San Isidro           |
| Talleres United II           | Remedios de Escalada |
| Talleres United III          | Remedios de Escalada |
| Victoria III                 | Victoria             |
| Villa Ballester              | Villa Ballester      |
| Villa Lugano                 | Buenos Aires         |
| Villa Lugano II              | Buenos Aires         |

## Sección A

### Tabla de posiciones
| Pos. | Equipo                       | Pts. | J  | G | E | P  | GF | GC | DG  |
| ---- | ---------------------------- | ---- | -- | - | - | -- | -- | -- | --- |
| 1.°  | Argentinos Juniors           | 20   | 12 | 9 | 2 | 1  | 36 | 8  | 28  |
| 2.°  | General Belgrano de La Plata | 16   | 12 | 7 | 2 | 3  | 11 | 16 | -5  |
| 3.°  | Caseros                      | 15   | 11 | 7 | 1 | 3  | 29 | 14 | 15  |
| 4.°  | River Plate III              | 13   | 11 | 5 | 3 | 3  | 17 | 10 | 7   |
| 5.°  | Villa Lugano                 | 7    | 12 | 2 | 3 | 7  | 11 | 23 | 12  |
| 6.°  | Banfield III                 | 6    | 11 | 2 | 2 | 7  | 6  | 24 | -18 |
| 7.°  | Calpe                        | 3    | 11 | 1 | 1 | 9  | 7  | 21 | -14 |
| —    | Independiente IV             | —    | 16 | 5 | 3 | 8  | 23 | 13 | 10  |
| —    | Talleres United II           | —    | 17 | 3 | 1 | 13 | 3  | 24 | -21 |
| —    | Criollos III                 | —    | 17 | 1 | 0 | 16 | 4  | 20 | -16 |

|  | Clasificado a la fase final. |

### Resultados
| 17 de julio de 1910 | River Plate III | 1:2     | Argentinos Juniors | Cancha de River Plate, Buenos Aires |  |
|                     | Medone          | Reporte | Pino · Tenconi     |                                     |  |

| 7 de agosto de 1910 | River Plate III | 6:1     | General Belgrano de La Plata | Cancha de River Plate, Buenos Aires |  |
|                     |                 | Reporte |                              |                                     |  |

| 21 de agosto de 1910 | Caseros | 1:1     | River Plate III | Cancha de Caseros, Caseros |  |
|                      | Cox     | Reporte | Medone          |                            |  |

| 28 de agosto de 1910 | River Plate III                                      | 7:1     | Criollos III | Cancha de River Plate, Buenos Aires |  |
|                      | Márquez · Medone · Lanzillotti · Giudice · Pieralini | Reporte | Others       |                                     |  |

| Sin datos | Argentinos Juniors | 3:1 | River Plate III | Cancha de Argentinos Juniors, Buenos Aires |  |

| Sin datos | River Plate III | 4:0 | Banfield III | Cancha de River Plate, Buenos Aires |  |

| Sin datos                        | Banfield III | vs. | River Plate III |  |  |
| River Plate III ganó los puntos. |              |     |                 |  |  |

| Sin datos | River Plate III | 1:1 | Calpe | Cancha de River Plate, Buenos Aires |  |

| Sin datos                        | Calpe | vs. | River Plate III |  |  |
| River Plate III ganó los puntos. |       |     |                 |  |  |

| Sin datos                        | Criollos III | vs. | River Plate III |  |  |
| River Plate III ganó los puntos. |              |     |                 |  |  |

| Sin datos                                     | General Belgrano de La Plata | vs. | River Plate III |  |  |
| General Belgrano de La Plata ganó los puntos. |                              |     |                 |  |  |

| Sin datos | River Plate III | 3:0 | Independiente IV |  |  |

| Sin datos | Independiente IV | 1:2 | River Plate III |  |  |

| Sin datos | River Plate III | 1:0 | Talleres United II |  |  |

| Sin datos | Talleres United II | 1:5 | River Plate III |  |  |

| Sin datos | River Plate III | 2:2 | Villa Lugano |  |  |

| Sin datos | Villa Lugano | 0:2 | River Plate III |  |  |

## Sección B
| Pos. | Equipo          |
|      | Atlanta III     |
|      | Estudiantes III |
|      | Núñez           |
|      | Porteño III     |
|      | Racing IV       |
|      | Riachuelo III   |
|      | Victoria III    |
|      | Villa Ballester |
|      | Villa Lugano II |
| ---- | --------------- |

|  | Clasificado a la fase final. |

## Sección C
| Pos. | Equipo                   |
| 1.°  | Argentino de Quilmes III |
|      | Argentinos Juniors II    |
|      | Belgrano III             |
|      | Boca Juniors III         |
|      | Comercio III             |
|      | Kimberley III            |
|      | Olivos III               |
|      | San Isidro III           |
|      | Talleres United III      |
| ---- | ------------------------ |

|  | Clasificado a la fase final. |

## Copa Campeonato
La Copa Campeonato de Tercera División fue disputada por el ganador del Campeonato de Tercera División y por el ganador del Torneo de Reservas de la Segunda División.
| 11 de diciembre de 1910 | Instituto Americano (II)             | 5:1 | Argentino de Quilmes (III) |  |  |
|                         | D. Ferreyra · Bruno · L. Santamarina |     | J. M. García               |  |  |

|                                         |
|                                         |
| Campeón Instituto Americano 1.er título |